# Saint-Souplet
Saint-Souplet är en kommun i departementet Nord i regionen Hauts-de-France i norra Frankrike. Kommunen ligger i kantonen Le Cateau-Cambrésis som tillhör arrondissementet Cambrai. År 2022 hade Saint-Souplet 1 197 invånare.

## Befolkningsutveckling
Antalet invånare i kommunen Saint-Souplet
| Referens: INSEE |